# Sergentomyia pastoriana
Sergentomyia pastoriana är en tvåvingeart som först beskrevs av Parrot, Mornet och Jean Cadenat 1945.  Sergentomyia pastoriana ingår i släktet Sergentomyia och familjen fjärilsmyggor.
Artens utbredningsområde är Guinea. Inga underarter finns listade i Catalogue of Life.